# Sytuacja prawna i społeczna osób LGBT w Niemczech

Tęczowa flaga – symbol społeczności LGBT

Tęczowa flaga w kształcie Niemiec

## Prawo a dyskryminacja osób homoseksualnych
Okres karalności kontaktów homoseksualnych w Niemczech datuje się, tak jak w większości innych krajów Europy Zachodniej, od średniowiecza do drugiej połowy XX wieku. W 1871 roku wprowadzono w kodeksie karnym Paragraf 175, określający homoseksualizm jako „przeciwny naturze nierząd”. Paragraf ten uległ rozszerzeniu w czasach narodowego socjalizmu, przyczyniając się do masowego prześladowania gejów. W latach 1933–1945 ponad 100 tys. ludzi zostało aresztowanych na mocy § 175, w tym 5–15 tys. zesłano do obozów koncentracyjnych. Około 60% z nich poniosło tam śmierć.
Niemcy zalegalizowały kontakty homoseksualne w 1969 roku (w Niemczech zachodnich w 1968 roku, a w NRD rok później złagodzono paragraf 175, ale całkowicie zniesiono go dopiero w 1990), a wiek osób legalnie dopuszczających się kontaktów homo- i heteroseksualnych został zrównany odpowiednio w 1987 i 1989 roku, wynosi on 14 lat. Geje nie są wykluczeni ze służby wojskowej z powodu swojej orientacji seksualnej.

## Ochrona prawna przed dyskryminacją

### Ogólnokrajowa
Niemieckie prawo gwarantuje ogólny zakaz dyskryminacji przez wzgląd na orientację seksualną oraz tożsamość płciową. Został on zawarty w kodeksie karnym i obejmuje różne dziedziny życia, w tym miejsce pracy. Przepisy te obowiązują w kraju od 2006 roku.

### Regionalna
Kilka landów: Brandenburgia od 1992, Turyngia od 1993 oraz Berlin od 1995 roku zakazały we własnych konstytucjach dyskryminacji przez wzgląd na orientację seksualną. Podobny zapis znalazł się w przepisach Saksonii-Anhaltu w 1997 roku, ale analogiczny zakaz obejmuje tu tylko miejsce pracy i sektor publiczny.

### Azyl
Niemieckie przepisy prawne przyznają prawo osobom do ubiegania się o azyl polityczny z powodu prześladowań przez wzgląd na orientację seksualną we własnym kraju. Prawo to jest często używane.

## Uznanie związków osób tej samej płci
Ogólnokrajowe
1 sierpnia 2001 roku w Niemczech zalegalizowano związki partnerskie par tej samej płci. Dają one większość praw z tych, jakie mają małżeństwa heteroseksualne. W 2005 roku Niemcy umożliwiły parom tej samej płci adopcję dzieci jednego z partnerów.
Spis powszechny z 2000 roku wykazał, że w Niemczech jest co najmniej 47.000 par homoseksualnych, które wychowują 8.000 dzieci. Według innych danych, zgromadzonych podczas „dobrowolnego spisu” w 2003 roku, par homoseksualnych jest w Niemczech ok. 160.000.
W ciągu 5 lat od wejścia ustawy w życie swój związek zarejestrowało około 20 000 par homoseksualnych.
30 czerwca 2017 roku Niemcy zalegalizowały małżeństwa homoseksualne.

## Życie osób LGBT w kraju
Niemcy, podobnie jak Skandynawowie, należą do najbardziej liberalnych i tolerancyjnych wobec homoseksualistów społeczeństw na świecie. Według sondażu Pew Global Attitudes Project z 2002 roku, 83% Niemców akceptuje homoseksualizm.
Według sondażu Eurobarometr, wykonanego na zlecenie UE w 2006 roku, 52% Niemców popierało zalegalizowanie małżeństw homoseksualnych, a 42% przyznanie praw adopcyjnych dla osób tej samej płci.
W Niemczech istnieje jedna z największych na świecie scen gejowskich, skupiona w Berlinie, Frankfurcie nad Menem i Kolonii, Hamburgu i Monachium. Miasta te dysponują dziesiątkami lokali gejowskich i przyjaznych gejom, tzw. gay-friendly. Nieco mniejszą, ale równie liczną, sceną dysponują Hamburg, Monachium oraz każda aglomeracja. Ponadto w większości dużych miast i niektórych mniejszych istnieje zazwyczaj przynajmniej jeden gay-friendly lokal.
Wydawane są tam publikacje, działają liczne organizacje o zasięgu międzynarodowym i regionalnym, zajmujące się niesieniem pomocy przedstawicielom LGBT na całym świecie. Każdego roku ulicami wielu niemieckich miast maszerują parady CSD. Najliczniejszą tego typu imprezą była parada Europride w Kolonii w 2002 roku, która według szacunków organizatorów zgromadziła 1,5 mln uczestników.
Ponadto w kraju nadają dwa kanały telewizyjne o tematyce homoseksualnej.
Otwarte stanowisko wobec gejów i lesbijek prezentuje niemiecki Kościół luterański. Od 2002 roku w kilku niemieckich landach (m.in. Berlin czy Brandenburgia) udziela on błogosławieństw (nie małżeństw) parom tej samej płci, które zdecydowały się na zawarcie związku partnerskiego.